# استوان پنی
استوان پنی (زاده ۱۴ فوریه ۱۹۹۷) یک تیرانداز ورزشی مجارستانی است. او در تیراندازی با تفنگ بادی ۱۰ متر پسران برنده مدال برنز شد و همچنین در بازی‌های المپیک تابستانی جوانان ۲۰۱۴ در نانجینگ چین با هادر مخیمار مصری در تیم تفنگ مختلط بین‌المللی یک جایزه مشترک به دست آورد.
پنی اولین تیم المپیک خود را برای مجارستان در سن ۱۷ سالگی در المپیک تابستانی جوانان ۲۰۱۴ در نانجینگ چین به‌دست آورد، جایی که در تیراندازی در مجموع دو مدال به دست آورد: یک طلا و یک برنز. پنی در اولین مسابقه خود، در تفنگ بادی ۱۰ متر انفرادی پسران، امتیاز مناسب ۱۸۳٫۵ را به ثمر رساند تا مدال برنز را در فینال به دست آورد دو روز بعد، پنی و هم تیمی بین‌المللی‌اش، هادیر مخیمد از مصر، دو تیم از آمریکای لاتین متشکل از فرناندا روسو از آرژانتین و خوزه سانتوس والدس از مکزیک را با نتیجه ۱۰–۲ برای مدال طلا در رقابت‌های تیمی تفنگ میکس شکست دادند.